# Teddy Redell
Teddy Redell (* 7. Juni 1937 in Quitman, Arkansas, als Teddy DeLano Riedel) ist ein US-amerikanischer Rockabilly-, Rock-’n’-Roll- und Country-Musiker. Redell ist einer der eher unbekannten Rockabilly-Musiker, tritt seit dem Rockabilly-Revival aber trotzdem regelmäßig auf.

## Leben

### Kindheit und Jugend
Teddy Redell wuchs auf der elterlichen Farm in Arkansas auf. Er lernte in der Schule von seiner Lehrerin, die sich auf Boogie Woogie und Ragtime konzentrierte, Klavier zu spielen und schrieb in seiner Jugend die ersten Songs. Mit 15 Jahren erhielt er seine eigene Radioshow auf KWCB in Searcy, Arkansas, die durch seine Version des Steel Guitar Rag in der Umgebung populär wurde.

### Karriere
Mit der steigenden Bekanntheit seiner Show wurde Redell von Lloyd Sutherland für Live-Shows in Arkansas und Radioauftritte engagiert und 1952 machte Redell seine ersten Aufnahmen. 1955 nahm der Star Wayne Rainey Redell in seine Show auf und tourte mit ihm durchs Land. Zudem besorgte er Redell für einige Zeit einen Platz im national gesendeten WWVA Jamboree aus Wheeling, West Virginia.
1956 kehrte Redell nach Arkansas zurück, wo er sich Tommy Trent und dessen Band anschloss. Als für eine Aufnahme-Session 1959 Trents Sänger ausfiel, sprang Redell ein und nahm Knocking On the Backside auf, das bei Vaden Records veröffentlicht und in Ost-Arkansas zum Jukebox-Hit wurde. Seine zweite Single, die in den King Studios in Cincinnati, Ohio, aufgenommen wurde, erschien 1959 bei Vaden, doch es war seine dritte Single Judy, die in Arkansas vielversprechend war und daher von Atco Records übernommen wurde. Ein Jahr danach spielte Elvis Presley den Song ein und konnte sich damit einige Wochen auf Platz-Eins der Charts halten. Es wurde Redells größter Erfolg, auch wenn er selbst nicht in den Charts stand. 1960, während Redell noch bei Vaden unter Vertrag stand, machte er einige unveröffentlichte Aufnahmen für Sun Records in Memphis, Tennessee.
1960 wurde Redells Karriere aber vom Militärdienst unterbrochen, den er größtenteils in Texas leistete. Währenddessen spielte er weiterhin in kleinen Bars um El Paso. Nach seiner Rückkehr 1962 in seinen Heimatstaat Arkansas begann er, eigenständig auf Tournee zu gehen und schloss sich mit Sonny Burgess’ Pacers für eine Single bei Razorback Records zusammen. 1963 zog Redell sich mehr und mehr aus dem Musikgeschäft zurück. Bis 1964 schrieb er verschiedene Songs für Sonny James, heiratete im selben Jahr und ließ sich in Rose Bud, Arkansas, nieder.
Nachdem er in den 1970er-Jahren in kleinen Clubs gespielt hatte, wurde er 1979 von dem Produzenten Clees Klop aus den Niederlanden aufgesucht. Bei White Label Records erschienen eine LP mit seinen Vaden-Aufnahmen und kurz danach ein neu eingespieltes Album. 1988 trat er erstmals in Europa auf und veröffentlichte ein Live-Album bei Collector Records. Es folgten weitere Tourneen, unter anderem auch nach Deutschland, und ein Auftritt auf dem Hemsby Rock’n’Roll Weekend 2002. Redell tritt weiterhin in seinem Heimatstaat Arkansas und auf großen Rockabilly-Festivals auf.

## Diskografie

### Singles
| Jahr                    | Titel | Label #                |
| ----------------------- | --- | ---------------------- |
| 1959                    | Knocking on the Back Side / Before It Began | Vaden 45-110           |
| 1959                    | Corrina, Corrina / Gold Dust | Vaden 45-115           |
| 1960                    | Judy / Can’t You See | Vaden 45-116           |
| 1960                    | Judy / Can’t You See | Atco 45-6162           |
| 1960                    | I Want To Hold You / Pipeliner | Vaden 45-301           |
| 1960                    | I Want To Hold You / Pipeliner | Hi 45-2024             |
| 1961                    | I’ll Sail My Ship Alone / Don’t Grow Old Alone | Vaden 45-305           |
| 1963                    | Poor Ole Me / Between Midnite and Dawn | Razorback R-105        |
| 1967                    | I See the Moon / Crawling Back to You | Rimrock RS 215         |
| 1979                    | Brain Cloudy Rock / Too Young to Die | White Label 20164 (NL) |
| Unveröffentlichte Titel | |                        |
| 1952–1953               | - El Paso Boogie - Going to California Bye Bye Sue - Hang Out That Front Door Key - Hot Spot of the Town - I Don’t Want to Know - Me and My Blues - Practice Boogie - Study Boogie |                        |
|                         | - Before It Began (Shame Shame) (alt. Version) - Knocking on the Back Side (alt. Version)                                                                                          | Vaden Records          |
| 1960                    | - My and My Blues - Stop - Tired of Love | Sun Records            |
|                         | - John Henry Blues - Saddle Rag |                        |
|                         | - Shame Shame | [Status unbekannt]     |

### Alben
- 1979: The Teddy Redell Sound (NL)
- 1979: Teddy Redell is Back (NL)
- 1979: The J.J.L. Sound by Teddy Redell (NL)
- 1988: Rockin‘ On the "88" in ‘88 (NL)
- 1991: Rockin‘ Teddy Redell (NL)
- 2000: Unbelievable
- 2000: Gospel Favorites
- 2002: Remember Me
- 2002: I’ll Fly Away
- 2002: Young and Still Young (NL)
- 2002: The Original Early Teddy Redell (NL)
- 2005: The Vaden Years
- 2005: 53 Years & Still Rockin‘